# Alpenvereinshütte

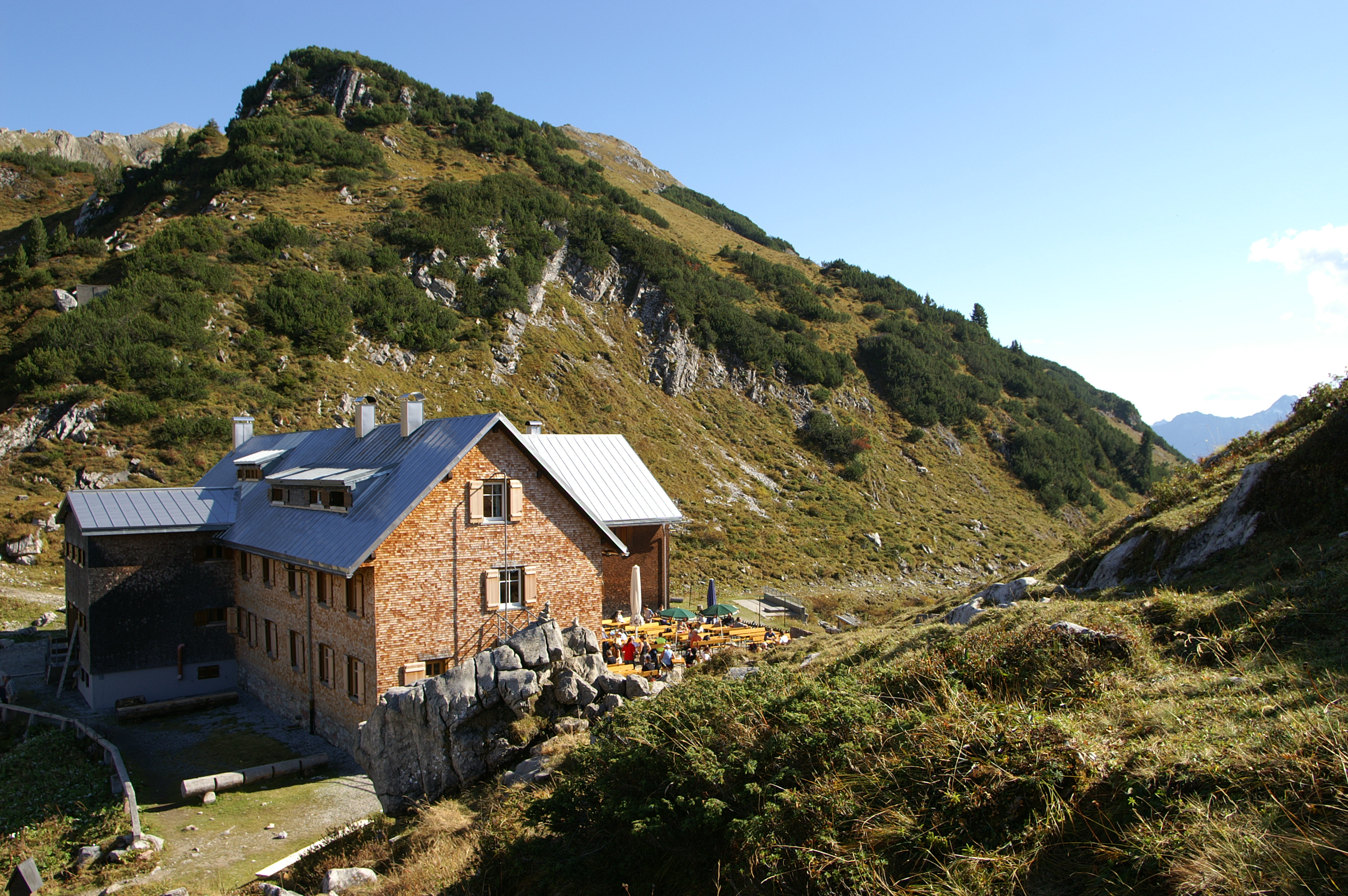
Die Freiburger Hütte als Beispiel einer Alpenvereinshütte

Alpenvereins- oder Clubhütten stellen die Mehrzahl der über 1300 Schutzhütten und Biwakschachteln in den Alpen dar und werden von den Sektionen der Alpinen Vereine unterhalten.

## Zweck
Sie bieten Wanderern und Kletterern hauptsächlich im Alpenraum Unterkunft und Schutz. Der größte Teil dieser Hütten ist bewirtschaftet, einige sind nur für Selbstversorger geeignet. Die Versorgung bewirtschafteter Hütten erfolgt je nach Lage und Verhältnissen mittels Auto, Schneemobil, Materialseilbahn oder Hubschrauber, früher auch durch Hüttenträger oder Tragtiere. Zwar haben grundsätzlich alle Bergsportler Zugang zu den Hütten, allerdings werden den Mitgliedern der Alpenvereine besondere Konditionen geboten; dazu zählen: vergünstigte Übernachtung, Bergsteigeressen, Teewasser, Recht auf Selbstversorgung gegen einen Infrastrukturbeitrag (Verzehr mitgebrachter Speisen und alkoholfreier Getränke). Für unbewirtschaftete Hütten erhalten Mitglieder bei der Alpenvereinssektion gegen Kaution einen Universalschlüssel, den Alpenvereinsschlüssel (meist kurz AV-Schlüssel).

## Gegenrecht
Die größeren alpinen Vereine haben sich in einem multilateralen Abkommen verpflichtet, die Mitglieder der jeweils anderen Vereine auf den vereinseigenen Hütten wie eigene Mitglieder zu behandeln (Gegenrecht); darunter sind namentlich: der Deutsche Alpenverein und der Österreichische Alpenverein, der Club Alpin Français, der Club Alpino Italiano, der Schweizer Alpen-Club und die Federación Española de Montanismo.
Neben dem internationalen Gegenrecht gibt es das Österreichische Gegenrecht, das auch kleinere österreichische Bergsteigervereine einschließt, die vom internationalen Gegenrecht ausgeschlossen sind. Auch hier ist der DAV als einer der beiden großen österreichischen Hüttenbesitzer Vertragspartei.

## Typen
Der Deutsche und der Österreichische Alpenverein sowie einige andere Bergvereine teilen ihre Schutzhütten nach Lage und Ausstattung in verschiedene Hüttenkategorien ein. 
Neben den Alpenvereinshütten gibt es auch eine große Zahl von alpinen Unterkunftshütten mit vergleichbarer Funktion, die von Privatpersonen betrieben werden. In der Liste der Schutzhütten in den Alpen sind die Privathütten entsprechend gekennzeichnet.
Weiterhin gibt es Alpenvereins-Vertragshäuser (bspw. Douglasshütte oder Madlenerhaus, beide früher im Besitz von Alpenvereinen gewesen). Diese werden zwar nicht von einem Alpenverein betrieben, AV-Mitglieder erhalten aber etwas ermäßigte Übernachtungspreise.